# براندون وليامز
براندون وليامز (20 سبتمبر 1989م في جنوب أفريقيا - ) (بالإنجليزية: Brandon Williams)‏ هو لاعب كريكت جنوب أفريقي. لعب مع Boland (cricket team) ‏.